# Lac Maskinongé
Der Lac Maskinongé ist ein See in der Verwaltungsregion Lanaudière der kanadischen Provinz Québec.

## Lage
Der Lac Maskonongé befindet sich 80 km nordnordöstlich von Montreal. Der 10 km² große See liegt in den Laurentinischen Bergen im Norden der MRC D’Autray auf einer Höhe von 142 m. Am Südufer befindet sich die Ortschaft Saint-Gabriel-de-Brandon. Der See besitzt ein Einzugsgebiet von 754 km². Wichtigster Zufluss ist der von Norden kommende Rivière Mastigouche. Der Rivière Maskinongé entwässert den See an dessen Ostufer zum Sankt-Lorenz-Strom. 

## Etymologie
Der Name Maskinongé leitet sich von dem Begriff für „großer Hecht“ in den Algonkin-Sprachen ab.

## Freizeitaktivitäten
Der See bietet sich für diverse Freizeitaktivitäten an: Windsurfing, Kanufahren, Kajakfahren, Jet-Ski und Angeln. Es gibt einen öffentlichen Badestrand.